# Mutterschaft Minderjähriger

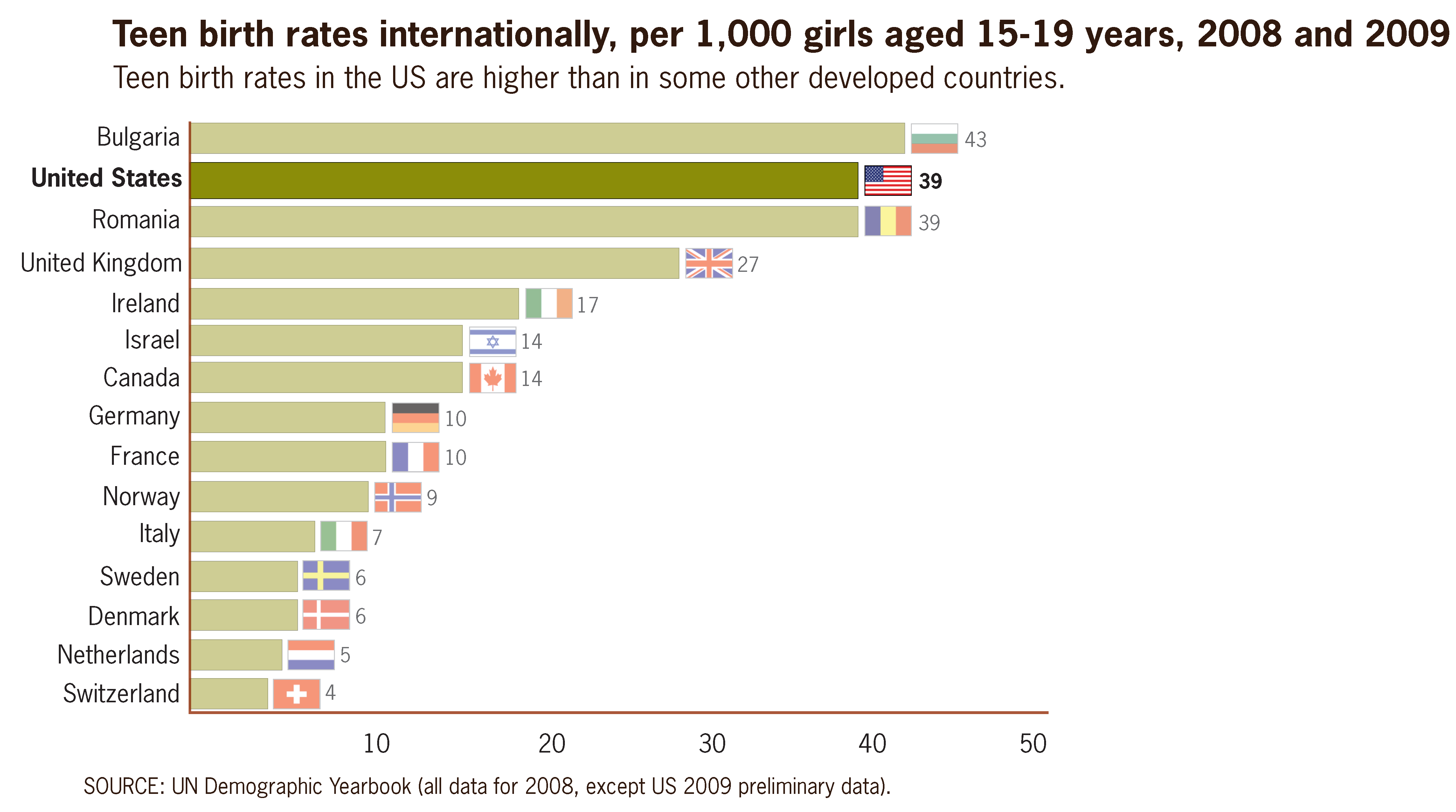
Mutterschaft Minderjähriger pro 1000 Mädchen im Alter zwischen 15 und 19 Jahren im Jahr 2008

Weltkarte der mit der Anzahl der Geburten Minderjähriger zwischen 15 und 19 Jahren pro 1000 Frauen im Jahr 2002

Entwicklung der Mutterschaft 15–17-jähriger Mädchen in den USA seit 1970

Die Mutterschaft Minderjähriger ist in vielen entwickelten Ländern mit einem Stigma behaftet und stellt ein soziales Problem dar. Stammt die Mutter aus der Unterschicht, sind ihre Kinder häufiger ärmer und schulisch weniger erfolgreich.
In den Entwicklungsländern gibt es die Mutterschaft Minderjähriger – je nach Festlegung der Volljährigkeit – häufiger innerhalb der Ehe, wo sie nicht mit einem sozialen Stigma behaftet ist.
Die jüngste Mutter wurde Lina Medina, ein sexuell missbrauchtes Mädchen in Peru im (nicht gesicherten) Alter von 5 Jahren.

## Häufigkeit der Schwangerschaft Minderjähriger in verschiedenen Ländern
| Land                   | Minderjährigen-Mutterschaftsrate bei 1000 Frauen im Alter 15–19 |
| ---------------------- | --------------------------------------------------------------- |
| Südkorea               | 5,5                                                             |
| Niederlande            | 5,2                                                             |
| Italien                | 4,8                                                             |
| Schweden               | 5,9                                                             |
| Deutschland            | 9,8                                                             |
| Schweiz                | 4,3                                                             |
| Österreich             | 11,2                                                            |
| Vereinigte Staaten     | 16,7 (2019)                                                     |
| Vereinigtes Königreich | 14,5 (2016)                                                     |
| Mexiko                 | 64,3                                                            |
| Chile                  | 59,4                                                            |
| Türkei                 | 35,9                                                            |

Ein Report von Save the Children stellte fest, dass pro Jahr 13 Millionen Kinder von Mädchen und Frauen unter 20 Jahren geboren werden, davon 90 % in den Entwicklungsländern. Komplikationen bei der Schwangerschaft und Geburt sind in den Entwicklungsländern die häufigsten Gründe für Todesfälle bei Frauen zwischen 15 und 19 Jahren. Die höchste Minderjährigen-Mutterschaftsrate der Welt hat Sub-Sahara-Afrika.
In Niger sind 87 % der weiblichen Bevölkerung vor ihrem 18. Lebensjahr verheiratet, und 53 % haben mindestens ein Kind, bevor sie 18 Jahre alt sind. In El Salvador gibt es eine problematisch hohe Zahl von Schwangerschaften bei 10- bis 14-Jährigen, aus Unwissen über Empfängnisverhütung oder als Folge von Sexuellem Missbrauch. Das wird umso problematischer, als das Abtreibungsgesetz in El Salvador weltweit zu den Ländern mit den strengsten gehört. Auf dem indischen Subkontinent gehen Ehen zwischen Jugendlichen häufig mit Minderjährigen-Mutterschaft einher. In den ländlichen Gegenden hat sie eine höhere Rate als in urbanen Gebieten. In Indonesien und Malaysia hat die Rate der minderjährigen Mütter stark abgenommen, und sie ist in den Industrienationen Asiens wie Südkorea und Singapur sogar extrem niedrig.
In Europa hat die allgemeine Geburtenrate und auch die Rate minderjähriger Mütter seit 1970 abgenommen. Die höchste Minderjährigen-Mutterschaftsrate Europas hat Großbritannien und gleichzeitig auch eine höhere Abtreibungsrate als die meisten anderen europäischen Länder. In den meisten europäischen Ländern ist die Minderjährigen-Mutterschaftsrate im weltweiten Vergleich sehr niedrig, was auf den Gebrauch von Verhütungsmitteln (in den Niederlanden und Skandinavien), die Beachtung traditioneller Werte (in Italien oder Spanien) oder eine Kombination aus beidem (in der Schweiz) zurückgeführt wird. Häufige Abtreibungen bei Teenagern und die höchste Teenager-Mutterschaftsrate in der industrialisierten Welt treten in den USA auf.
Seit 1990 sinkt dort die Rate, wobei sie bei Hispanics und Afroamerikanerinnen in den USA höher bleibt als bei weißen und asiatischen US-Amerikanerinnen. 25 % des Sinkens sind laut Untersuchungen des Guttmacher-Institutes auf Abstinenz zurückzuführen, 75 % auf bessere Verhütungsmittel.
Siehe auch Lebendgeburten in der EU

## Gründe für die Schwangerschaft Minderjähriger
In den entwickelten Ländern sind Schwangerschaften bei Minderjährigen vorwiegend ungeplant.
Heranwachsende sind über Methoden der Familienplanung selten gut informiert, haben keinen Zugang zu Verhütungsmethoden oder schämen sich, danach zu fragen.
Dennoch ergaben einige Studien eine etwa entsprechende Rate des Gebrauchs von Verhütungsmitteln bei Mädchen wie bei Frauen. Werden Verhütungsmittel von Jugendlichen angewendet, erweisen sie sich oft als unzuverlässig, wenn Kondome falsch benutzt oder das Einnehmen der Pille vergessen wird. Falsche Anwendung wurde vermehrt bei armen Jugendlichen festgestellt. Für Jugendliche ist der Pearl-Index höher als für ältere Personen. 60 % der minderjährigen Mütter gaben an, dass sie den Sex nicht wollten, 11 bis 20 % der Minderjährigen-Mutterschaften wurden als Folgen von Vergewaltigung beschrieben.

## Sozioökonomische Faktoren

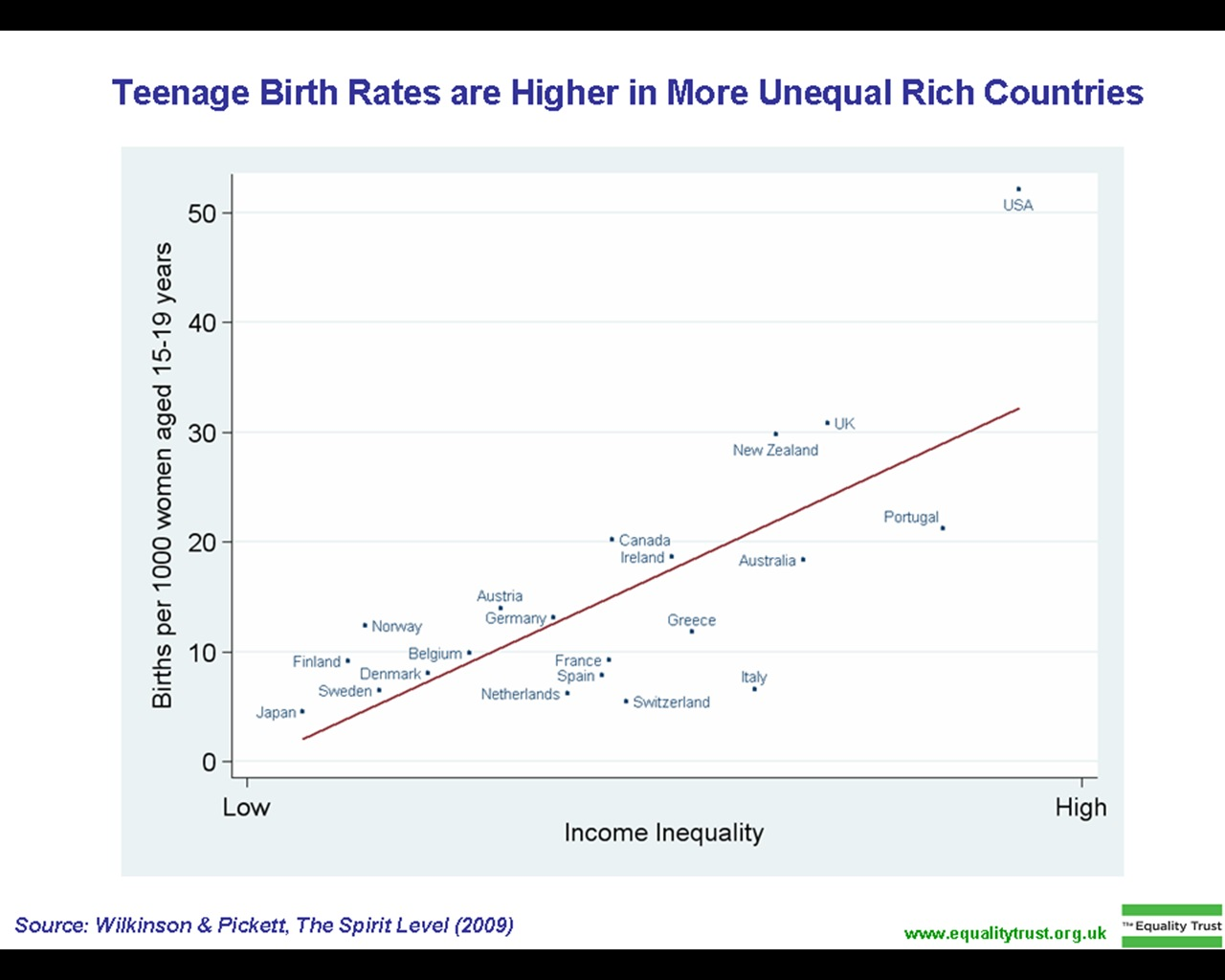
Mutterschaft Minderjähriger ist höher in Ländern mit höherer Ungleichheit

Zwischen Armut und Minderjährigen-Mutterschaft besteht ein ausgeprägter Zusammenhang, wobei arme Länder, wie Niger oder Bangladesch, eine höhere Minderjährigen-Mutterschaftsrate aufweisen als reiche Länder wie Japan und die Schweiz. In reichen Regionen in Italien ist die Rate mit 3,3 pro 1.000 sehr niedrig. Im armen Mezzogiorno (Süditalien) liegt sie bei 10 pro 1.000. Der Soziologe Mike A. Males stellte diesen Zusammenhang für Kalifornien fest:
| County                    | Anteil von Haushalten unter der Armutsgrenze | Geburtenrate* |
| ------------------------- | -------------------------------------------- | ------------- |
| Marin County              | 5 %                                          | 5             |
| Tulare County (Weiße)     | 18 %                                         | 50            |
| Tulare County (Hispanics) | 40 %                                         | 100           |

* bei 1000 Frauen im Alter 15–19
Junge Frauen bzw. Mädchen mit geringer Bildungserwartung sind stärker gefährdet, minderjährig Mutter zu werden. Bei Jugendlichen ist die Wahrscheinlichkeit einer Minderjährigen-Mutterschaft höher, wenn auch deren Mutter und die älteren Schwestern minderjährige Mütter waren.
Eine Studie der University of Chicago beschreibt das Aufwachsen bei Pflegeeltern als einen Risikofaktor: Fast die Hälfte aller in den USA in Pflegefamilien aufgewachsenen Frauen waren vor dem 19. Lebensjahr mindestens einmal schwanger. Das hört mit dem Verlassen der Pflegefamilie nicht auf. Eine Studie des Utah Department of Human Services belegt, dass die Geburtenrate von jugendlichen ehemaligen Pflegekindern sogar dreimal so hoch war wie die durchschnittliche Geburtenrate von gleichaltrigen Jugendlichen
Daniel Goleman benennt als Hauptfaktor für Teenager-Schwangerschaften mangelnde emotionale Bildung und beruft sich dabei u. a. auf eine Studie von Marion Underwood und Melinda Albert, die 1989 beobachtet hatten, dass 40 % der Mädchen, die als Zehnjährige ständige Probleme mit Lehrern hatten, noch vor Abschluss der High School Mutter wurden.

## Medizinische Faktoren
Frühgeburten und ein geringes Geburtsgewicht treten häufiger auf. In den USA leiden schwangere Jugendliche oft unter Mangelernährung, bedingt durch ungesunde Ernährung, Fast-Food und Schlankheitsdiäten.
In den USA gibt es Studien zu einem öffentlichen Dienst, welcher jeder Teenagermutter eine betreuende Person zur Seite stellt. Diese „Nurse-Family-Partnerships“ senken das Risiko von Vernachlässigung und erweitern die Lebenschancen der Mutter. Ebenso senken sie die Kriminalitätsrate der weiblichen Kinder. Die der Jungen bleibt unberührt.

## Sozioökonomische und psychologische Konsequenzen
Minderjährige Mütter und deren Kinder scheinen schlechtere Lebenschancen zu haben, wobei Studien darauf hindeuten, dass es sich um eine Scheinkorrelation handeln könnte. Minderjährige Mütter kommen häufig aus der sozialen Unterschicht und haben daher weniger Möglichkeiten, eigene Ressourcen zu mobilisieren; verfügten sie über mehr Ressourcen, ginge es ihren Kindern vermutlich besser.
Die frühe Mutterschaft ist oftmals eine „Flucht“ aus einer unerträglichen Familien- oder Ausbildungssituation, drohender Arbeitslosigkeit oder Aussichtslosigkeit bezüglich des Berufswunsches. Elternschaft erscheint dann möglicherweise als der einzige Weg, einen anerkannten sozialen Status zu erlangen. Minderjährige Mütter stammen oftmals aus problematischen Familienverhältnissen. Die junge Mutter sehnt sich möglicherweise danach, eine enge emotionale Beziehung zu einem eigenen Kind aufzubauen. Der Wunsch nach emotionaler Nähe basiert auf der Sehnsucht nach Geborgenheit und Zuwendung, die auch auf den selbst erlebten Mangel zurückzuführen ist. Eventuell möchte sie den Kindsvater über ein gemeinsames Kind an sich binden.

### Konsequenzen für die Mutter
Die Schullaufbahn einer jungen Frau kann durch eine Minderjährigen-Mutterschaft negativ beeinflusst werden. Minderjährige Mütter verlassen häufiger die Schule ohne Abschluss als andere Frauen.
Eine in den USA durchgeführte Studie ergab, dass 60 % der minderjährigen Mütter unterhalb der Armutsgrenze lebte. 50 % der minderjährigen Mütter in den USA bezogen innerhalb des ersten Lebensjahres ihres Kindes Sozialhilfe.
In Großbritannien lebten nur 11 % der minderjährigen Mütter vom eigenen Einkommen, 89 % waren arbeitslos. Die meisten britischen minderjährigen Mütter leben in Armut.
Je weniger Bildung die junge Mutter und ihre Eltern haben, umso wahrscheinlicher wird sie in kurzer Zeit ein zweites Kind bekommen, wie es bei 1/4 der minderjährigen Mütter innerhalb von zwei Jahren eintritt.
Da die Lebensbedingungen für minderjährige Eltern erfahrungsgemäß stark erschwert und von Abhängigkeiten, Stigmatisierung und Armut gekennzeichnet sind, werden diese jungen Menschen bald desillusioniert. Durch die Verpflichtungen, die eine Elternschaft mit sich bringt, sind sie oft sehr einsam, da sie nicht die Zeit haben, mit anderen Gleichaltrigen den alterstypischen Aktivitäten nachzugehen. Das hat starken Einfluss auf die Persönlichkeitsentwicklung und das Selbstwertgefühl. Sie sind selbst noch in einem Alter, wo sie eigene Entwicklungsaufgaben zu bewältigen haben. Abgesehen von den materiellen Abhängigkeiten stehen sie in der persönlichen Entwicklung zwischen Abhängigkeit und Autonomie. Sie sind noch von den Eltern abhängig und stehen in Ablösungsprozessen zu ihnen. Der Wunsch nach einem Kind kann möglicherweise als Widerstand und Rebellion gegen die Eltern aufgefasst werden, als Versuch, aus der Familie auszubrechen, ohne eine eigene klare Vorstellung von einem Leben mit Kind zu haben.
Die soziale Herkunft hat dabei auf den weiteren Werdegang minderjähriger Mütter einen starken Einfluss: Für eine Mutter, die als Kind selbst in einer vorteilhaften Situation aufwuchs, ist laut Ergebnissen einer 2007 veröffentlichten Studie eine soziale Abwärtsspirale für Mutter und Kind weniger wahrscheinlich als für Mütter, die selbst in Armut lebten.

### Konsequenzen für das Kind
Kinder von minderjährigen Müttern leiden häufiger unter Lernbehinderungen und Verhaltensstörungen als Kinder älterer Mütter. Sie erbringen in der Schule schlechtere Leistungen, bleiben häufiger sitzen und erreichen seltener einen Schulabschluss.
Töchter von adoleszenten Eltern neigen selbst zur Minderjährigen-Mutterschaft. Söhne werden häufiger straffällig und erleben meist dreimal so häufig Gefängnisaufenthalte.
Es fehlt der jungen Mutter noch an Kompetenz zur Erziehung und Herstellung einer guten Beziehung aufgrund der eigenen Unreife und durch den selbst erlittenen Mangel in der eigenen problematischen Familie. Das wirkt sich ungünstig auf die Entwicklung ihres Kindes aus, da sie wenig in der Lage ist, auf die besonderen Bedürfnisse eines Säuglings und Kleinkindes einzugehen. Die allgemeinen Belastungen erschweren den einfühlsamen Umgang und Aufbau einer sicheren Bindung an die Eltern. So muss man davon ausgehen, dass dem heranwachsenden Kind neben dem fehlenden äußeren Halt durch die situationsbedingten Unsicherheiten und Unwägbarkeiten auch die Entwicklung eines inneren seelischen Halts sehr erschwert, wenn nicht unmöglich gemacht wird.

### Konsequenzen für andere Familienmitglieder
Eine Studie zeigt, dass jüngere Schwestern von minderjährigen Müttern weniger Wert auf eine gute Ausbildung legen. Erstere müssen häufig beim Babysitten helfen und werden selbst überdurchschnittlich häufig Minderjährigen-Mütter.

### Misshandlungen
Eine Studie stellte eine erhöhte Anzahl schwerer Misshandlungen jugendlicher Schwangerer und junger Mütter durch ihre Partner fest. Von 570 untersuchten Schwangeren unter 18 Jahren wurden 62 % innerhalb der ersten 2 Jahre von ihren Partnern misshandelt. Am häufigsten geschah dies in den ersten 3 Monaten nach der Geburt. 75 % derer, die in der Schwangerschaft Misshandlungen erlebten, wurden auch in den ersten 2 Jahren nach der Geburt schwer misshandelt.

## Minderjährigen-Mutterschaft in Kunst, Literatur und Film
- Frühlings Erwachen
- Precious
- Unterwegs mit Jungs
- Juno
- Slam
- The Secret Life of the American Teenager
- Die kleine Diebin
- Wish You Were Here – Ich wollte, du wärst hier
- 17 Mädchen
- Lucy